# Druckmessumformer

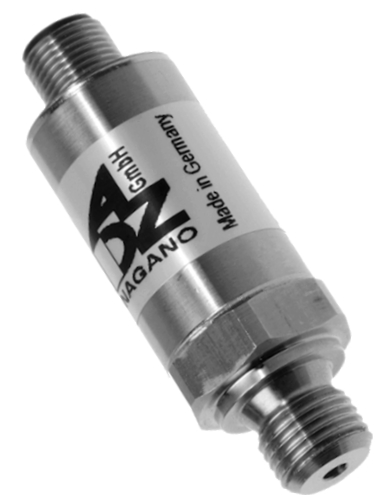
Druckmessumformer

Ein Druckmessumformer (engl. pressure transducer) ist ein elektrischer Messumformer zur Messung von Druck (Relativdruck, Absolutdruck oder Differenzdruck). 
Dazu wird der zu messende Druck in die mechanische Auslenkung einer Messmembran umgeformt, die dann elektrisch erfasst und verarbeitet werden kann. Als Messprinzip kommen je nach Hersteller vor allem folgende physikalischen Effekte zur Anwendung:
- Widerstandsänderung
  - Dehnungsmessstreifen
  - Piezoresistiver Effekt
- Spannungsänderung
  - Piezoelektrischer Effekt
- Kapazitätsänderung
- Induktivitätsänderung
- Hall-Effekt

Wenn Druckmessumformer zur Messung aggressiver und/oder explosiver Prozessmedien in flüssiger oder gasförmiger Form eingesetzt werden, sind geeignete Maßnahmen erforderlich, um den Messumformer gegen die Einsatzbedingungen zu schützen. Genauso muss sichergestellt werden, dass der Messumformer keine Gefährdung für die Prozessumgebung darstellt. Daher ist eine Vielzahl von Produktzulassungen verfügbar (zum Beispiel Zertifikate für Explosionsschutz oder den Einsatz in Sauerstoffanwendungen).

## Ausführungen von
Grundsätzlich kann je nach Leistungsumfang in mehrere Klassen von Messumformern unterschieden werden:

### Druckmessumformer mit Analogausgang
- Einbereichsmessumformer
- Messumformer mit einstellbarem Messbereich
- kommunikationsfähiger Messumformer mit einstellbarem Messbereich (SMART Messumformer)
  - Spezialfall: HART-Messumformer

### Feldbusmessumformer
Diese liefern ein digitales Ausgangssignal auf einem Feldbus. 

## Druckarten

### Relativdruckmessung
Die Relativdruckmessung bezieht sich auf den Atmosphärendruck. Ein Beispiel dafür ist die Druckmessung an einem Dampfkessel. Für den abgekühlten und entlüfteten Kessel zeigt der Druckmesser 0 bar an. Wird der Kessel erwärmt, so baut sich ein Überdruck auf, der durch einen Relativdruckmessumformer gemessen werden kann. Früher war daher auch die Einheit atü (Atmosphäre Überdruck) gebräuchlich. Heute wird der Relativdruck meist in kPa, MPa oder bar angegeben.
Hybridgeräte nutzen ein normales Bourdon-Manometer, wobei die Messgliedauslenkung oder die Drehbewegung der Zeigerachse mittels eines Hall-Sensors in ein analoges (4-20 mA Signal) oder digitales Messsignal umgewandelt wird.

### Differenzdruckmessung
Soll in einer Messung die Differenz zwischen zwei Druckniveaus ermittelt werden, dann kommt die Differenzdruckmessung zum Einsatz. Der Differenzdruckmessumformer führt über zwei Messmembranen zwei Drücke auf Vorder- und Rückseite des Sensors. Die Eingänge bezeichnet man üblicherweise mit PLUS und MINUS oder HI und LO. Das Ausgangssignal des Messumformers repräsentiert damit die Differenz der Drücke.
Ein Differenzdruckmessumformer kann daher auch immer als Relativdruckmessumformer eingesetzt werden, wenn die Minusseite gegen Atmosphäre offen bleibt. 
SMART- und Feldbusmessumformer bieten außerdem meistens die Möglichkeit der symmetrischen Messung (zum Beispiel von −20 kPa .. 20 kPa).

### Absolutdruckmessung
Bei der Absolutdruckmessung bezieht sich der Messwert auf das absolute Vakuum. Als Beispiel dient hier das Barometer, das den Luftdruck anzeigt. Wird eine technische Messung als Absolutdruckmessung ausgeführt, so ist zu beachten, dass sich der Messwert mit Änderung des Luftdrucks ebenfalls verändert. Dies ist bei der Auswertung des Messwerts zu berücksichtigen. Daher werden Absolutdruckmessungen zumeist verwendet, wenn der Messwert die Güte eines Vakuums beschreiben soll.
Technisch kann ein Absolutdruckmessumformer mit einem speziellen Sensor in ähnlicher Bauform wie ein Relativdruckmessumformer ausgeführt werden. Alternativ kann bei einem Differenzdruckmessumformer die Minus-Seite evakuiert und verschlossen werden.

## Anwendungen von Druckmessumformern
Druckmessumformer finden neben der reinen Druckmessung auch Anwendung bei der Messung anderer physikalischer Größen. Besonders häufig werden Druckmessumformer für die Messung von Füllstand, Dichte und Durchfluss eingesetzt.

### Füllstandmessung
Bei der Füllstandmessung wird ausgenutzt, dass eine Flüssigkeitssäule einen hydrostatischen Druck ausübt, der zu ihrer Höhe proportional ist. Damit kann der Messwert eines am Boden des Behälters montierten Relativdruckmessumformers als Maß für den Füllstand verwendet werden. Der Druck p berechnet sich nach folgender Formel aus der Höhe h:
```
      

  

    

      

        
p

        
=

        
ρ

        
∗

        
g

        
∗

        
h

        

      

    

    
{\displaystyle p=\rho *g*h\,}

  

```

Voraussetzung zur korrekten Füllstandmessung ist also neben der Erdbeschleunigung g die Kenntnis der Dichte ρ des Mediums. 
Handelt es sich um einen geschlossenen Behälter, muss berücksichtigt werden, dass der Behälterinnendruck messwertverfälschend wirkt. Dies macht sich durch den zusätzlichen statischen Druck {\displaystyle p_{i}\,} bemerkbar:
```
      

  

    

      

        
p

        
=

        
ρ

        
∗

        
g

        
∗

        
h

        
+

        

          
p

          

            
i

          

        

        

      

    

    
{\displaystyle p=\rho *g*h+p_{i}\,}

  

```

Um auch in diesem Fall eine korrekte Füllstandmessung durchführen zu können, verwendet man einen Differenzdruckmessumformer. Dabei wird die Minus-Seite mit der Behälteroberseite verbunden. {\displaystyle p_{i}\,} wirkt nun sowohl auf der Plus- als auch auf der Minus-Seite und fällt bei der Differenzmessung heraus.
Trotz ihrer Nachteile ist die hydrostatische Füllstandmessung die am häufigsten verwendete Messmethode, da sie kostengünstig und zuverlässig ist. Alternativen sind zum Beispiel Füllstandmessung mittels Ultraschall- oder Radarsignalen.

### Dichtemessung
Eine Abart der Füllstandmessung mittels Differenzdruckmessumformer ist die Dichtemessung. Dabei wird die Formel nach ρ aufgelöst. h muss nun als Konstante vorgegeben werden. 
```
      

  

    

      

        
ρ

        
=

        

          

            
p

            

              
g

              
∗

              
h

            

          

        

        

      

    

    
{\displaystyle \rho ={\frac {p}{g*h}}\,}

  

```

Dies geschieht durch die Befestigung der Prozessanschlüsse Plus und Minus in einem definierten Höhenunterschied am Behälter. Unter der Voraussetzung, dass der minimal Füllstand des Behälters immer oberhalb des oberen Anschlussstutzens liegt, ist das Ausgangssignal des Differenzdruckmessumformers nun proportional zu der Dichteänderung des Prozessmediums.